# 닥터 퀸
《닥터 퀸》(Dr. Quinn)은 1993년 1월 1일부터 1998년 5월 16일까지 CBS에서 방영한 텔레비전 드라마이다.
보스턴 내과의 미케일라 퀸이 옛 서부 지역으로 내려오는 모험을 감행하여 콜로라도주 콜로라도스프링스에 정착해 살아가는 과정을 그린다.
드라마 종료 후 1999년에 텔레비전 영화 《닥터 퀸 - 더 무비》(Dr. Quinn Medicine Woman: The Movie)이, 2001년 《닥터 퀸 - 하트 위딘》(Dr. Quinn, Medicine Woman: The Heart Within)이 나왔다.

## 출연
- 제인 시모어 - 미케일라 퀸 역
- 조 랜도
- 채드 앨런
- 제시카 보먼
- 숀 투비
- 브랜던 더글러스
- 프랭크 콜리슨